# Pedraza (kommunhuvudort)
Pedraza är en kommunhuvudort i Spanien.   Den ligger i provinsen Provincia de Segovia och regionen Kastilien och Leon, i den centrala delen av landet, 80 km norr om huvudstaden Madrid. Pedraza ligger 1 073 meter över havet och antalet invånare är 497.
Terrängen runt Pedraza är platt norrut, men söderut är den kuperad. Runt Pedraza är det glesbefolkat, med 8 invånare per kvadratkilometer. Närmaste större samhälle är La Cuesta, 13,6 km väster om Pedraza. Trakten runt Pedraza består till största delen av jordbruksmark.